# Anschlusszone

Seerechtliche Zonen nach dem Seerechtsübereinkommen

Als Anschlusszone wird im Seerecht das Gebiet zwischen den Hoheitsgewässern und der Ausschließlichen Wirtschaftszone bezeichnet.
Die Anschlusszone ist nach dem Seerechtsübereinkommen der UNO von 1982 ab der Basislinie maximal 24 Seemeilen (etwa 44 km) breit. In der Anschlusszone stehen dem Staat nur eingeschränkte Hoheitsrechte zu, zum Beispiel polizeiliche Befugnisse bezüglich der Einreise und Zollkontrolle.